# Tüzesbegyű cinegelégykapó
A tüzesbegyű cinegelégykapó  (Petroica phoenicea) a madarak osztályának a verébalakúak (Passeriformes) rendjéhez és a  cinegelégykapó-félék (Petroicidae) családjához tartozó faj.

## Rendszerezése
A fajt John Gould angol ornitológus írta le 1837-ben.

## Előfordulása
Ausztrália délkeleti részén és Tasmania szigetén honos. Természetes élőhelyei a mérsékelt övi erdők, szubtrópusi vagy trópusi hegyi esőerdők, cserjések és szavannák, valamint legelők, szántóföldek és városi régiók. Vonuló faj.

## Megjelenése
Testhossza 14 centiméter. A hímnek fehér folt van a homlokán, mellkasa és a torka vörös. A tojó szürkésbarna felül, halvány csíkkal szárnyán.
|  |  |

## Életmódja
Ízeltlábúakkal táplálkozik.

## Szaporodása
A költési időszak augusztustól januárig tart, egy vagy két költéssel. A fészek egy mély csésze, amely puha, száraz fűből, mohából és fakéregből készül. A fészekalja 3-4  halvány zöldeskék tojásból áll, barna foltos mintázattal.

## Természetvédelmi helyzete
Az elterjedési területe nagy, egyedszáma viszont gyorsan csökken. A Természetvédelmi Világszövetség Vörös listáján mérsékelten fenyegetett fajként szerepel.